# Neoperla schmidiana
Neoperla schmidiana is een steenvlieg uit de familie borstelsteenvliegen (Perlidae). De wetenschappelijke naam van de soort is voor het eerst geldig gepubliceerd in 1981 door Zwick.